# Fort Edward (ville, New York)
Ne doit pas être confondu avec Fort Edward (village, New York).
Pour les articles homonymes, voir Fort Edward.
La ville de Fort Edward est le siège du comté de Washington, situé dans l'État de New York, aux États-Unis. La population de la ville est de 5 892 habitants d'après le recensement de 2000.

## Histoire

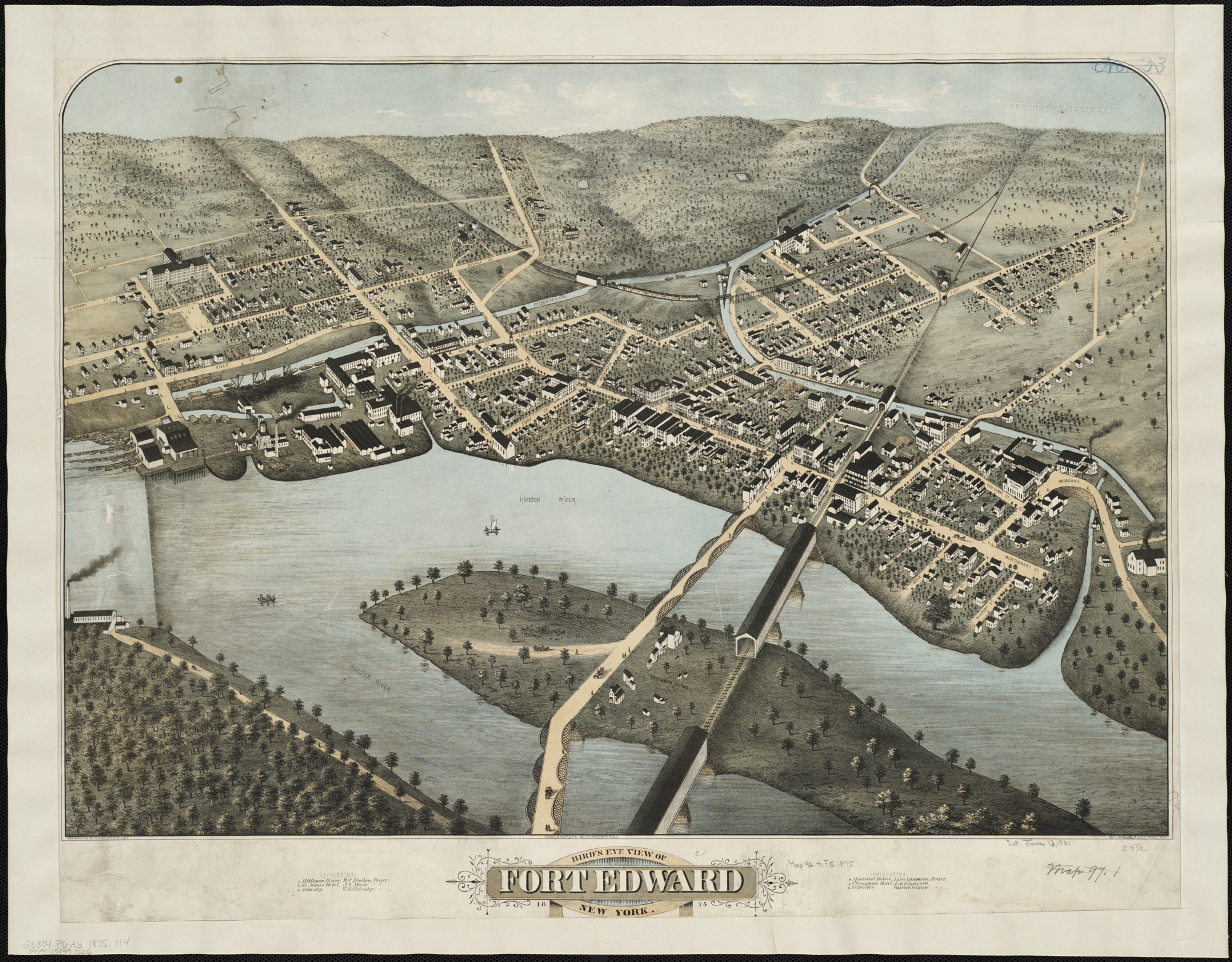
Fort Edward, 1875

La ville est située à la fois sur la « Grande place de transport » autour des chutes sur l'Hudson, mais aussi sur le « Chemin de la Grande guerre » entre les colonies françaises et britanniques.
Le fort Lyman, construit en 1755 pendant la guerre de Sept Ans, par le général Phineas Lyman, son nom a été changé pour fort Edward par Sir William Johnson en 1756 pour le petit-fils du roi George II, le prince Edward, un frère cadet du futur roi George III.
C'est près de fort Edward en 1755 que fut fait prisonnier Jean-Armand Dieskau, commandant des forces franco-indiennes. 
La ville de fort Edward a été créée en 1818.
En 1849, la communauté de l'ensemble de fort Edward se défusionna à la ville en s'intégrant comme un village.

## Autres lectures
- D.Peter MacLeod, Les Iroquois et la guerre de Sept Ans, VLB Éditeur, 2000,  (ISBN 2-89005-713-5)